# 14C busz (Eger)
Az egri 14C jelzésű autóbusz Berva és az Autóbusz-állomás között közlekedett. Csak hétvégén délután járt, a felnémeti ófalut odafelé és visszafelé is körbejárta az óramutató járásával ellentétes irányban. A viszonylatot a Volánbusz üzemeltette.

## Története
2022. január 1-jén a város buszhálózata jelentősen átalakult, ennek keretében a 14C viszonylat megszűnt.

## Megállóhelyei
Az átszállási kapcsolatok között az azonos útvonalon közlekedő 14-es és 14A jelzésű busz nincsen feltüntetve. A 14A a felnémeti ófalui kör érintése nélkül közlekedett.
| 0  | Autóbusz-állomás végállomás  | 23 | 2, 2A, 5, 5A, 7, 11, 12, 12Y Helyközi buszok Távolsági járatok |
| 2  | Dobó Gimnázium               | 21 | 2, 2A, 5, 5A, 7, 11, 12, 12Y                                   |
| 3  | Tűzoltó tér                  | 19 | 2, 2A, 5, 5A, 7, 11, 12, 12Y                                   |
| 4  | Ráckapu tér                  | ∫  | 11                                                             |
| 5  | Garzon ház                   | 17 | 10, 11, 17 Helyközi buszok                                     |
| 6  | Kővágó tér                   | 16 | 10, 11, 17 Helyközi buszok Távolsági járatok                   |
| 7  | Shell kút                    | 15 | 10, 11, 12, 12Y, 17 Helyközi buszok                            |
| 8  | Nagylapos                    | 14 | 10, 11 Helyközi buszok Távolsági járatok                       |
| 9  | Egri út                      | 13 | 10, 11                                                         |
| 10 | Felnémet, autóbusz-váróterem | 12 | 10, 11 Helyközi buszok Távolsági járatok                       |
| 11 | Alvégi utca                  | ∫  | 11                                                             |
| 12 | Kovácsi Jakab út             | ∫  | 11                                                             |
| 13 | Felvégi út                   | ∫  | 11                                                             |
| 14 | Pásztorvölgy lakótelep       | ∫  | 11                                                             |
| 15 | Felnémet, Béke út            | ∫  | 11                                                             |
| 16 | József Attila utca           | 11 |                                                                |
| ∫  | Pásztorvölgy lakótelep       | 10 | 11                                                             |
| ∫  | Felnémet, Béke út            | 9  | 11                                                             |
| ∫  | Felvégi út                   | 8  | 11                                                             |
| ∫  | Kovácsi Jakab út             | 7  | 11                                                             |
| ∫  | Alvégi utca                  | 6  | 11                                                             |
| 17 | Fűrésztelep                  | 4  | 10 Helyközi buszok Távolsági járatok                           |
| 18 | Sánc út                      | 3  | 10 Helyközi buszok                                             |
| 19 | Bervai út                    | 2  | 10                                                             |
| 20 | Kőbánya bejárati út          | 1  | 10                                                             |
| 21 | Berva végállomás             | 0  | 10                                                             |